# San Remigio (Antique)
San Remigio é um município de  terceira classe de renda municipal (d) na província Antique, nas Filipinas. De acordo com o censo de 1 de maio  de  2020 possui uma população de 34 045 pessoas e 7 911 domicílios.